# Hydromys
Hydromys es un género de roedores miomorfos de la familia Muridae. Son endémicos de Australasia.

## Especies
Se reconocen las siguientes:
- Hydromys chrysogaster E. Geoffroy, 1804
- Hydromys hussoni Musser & Piik, 1982
- Hydromys neobritannicus Tate & Archbold, 1935
- Hydromys ziegleri Helgen, 2005[2]
- Hydromys habbema Tate & Archbold, 1941
- Hydromys shawmayeri (Hinton, 1943)

Las dos últimas especies quizá pertenezcan al género Baiyankamys.